# Стефан Р. Панић
Стефан Р. Панић (Пирот, 13.октобар 1983.) је редовни професор Универзитета и истраживач из области теорије телекомуникација и теорије информација.
Докторирао је на Електронском факултету, Универзитета у Нишу 2010. године под менторством проф.др. Михајла Стефановића.
Након избора за ванредног професора, усавршавао је своја знања на постдокторским студијама на Томском Политехничком Универзитету у Томску, Руска федерација .
У звање редовног професора изабран је 2020. године.
Обављао је низ одговорних фунција и био члан разних стручних комисија и већа на Природно-математичком факултету Универзитета у Приштини, као и самом Универзитету у Приштини.
Предмет истраживања проф. Панића представља развој метода и алгоритама за унапређење перформанси преноса дигиталних сигнала .